# Aramari
Aramari is een gemeente in de Braziliaanse deelstaat Bahia. De gemeente telt 9.911 inwoners (schatting 2009).

## Aangrenzende gemeenten
De gemeente grenst aan Água Fria, Alagoinhas, Inhambupe, Ouriçangas, Pedrão en Teodoro Sampaio.